# Sint-Michielskerk en Sint-Michielspoort

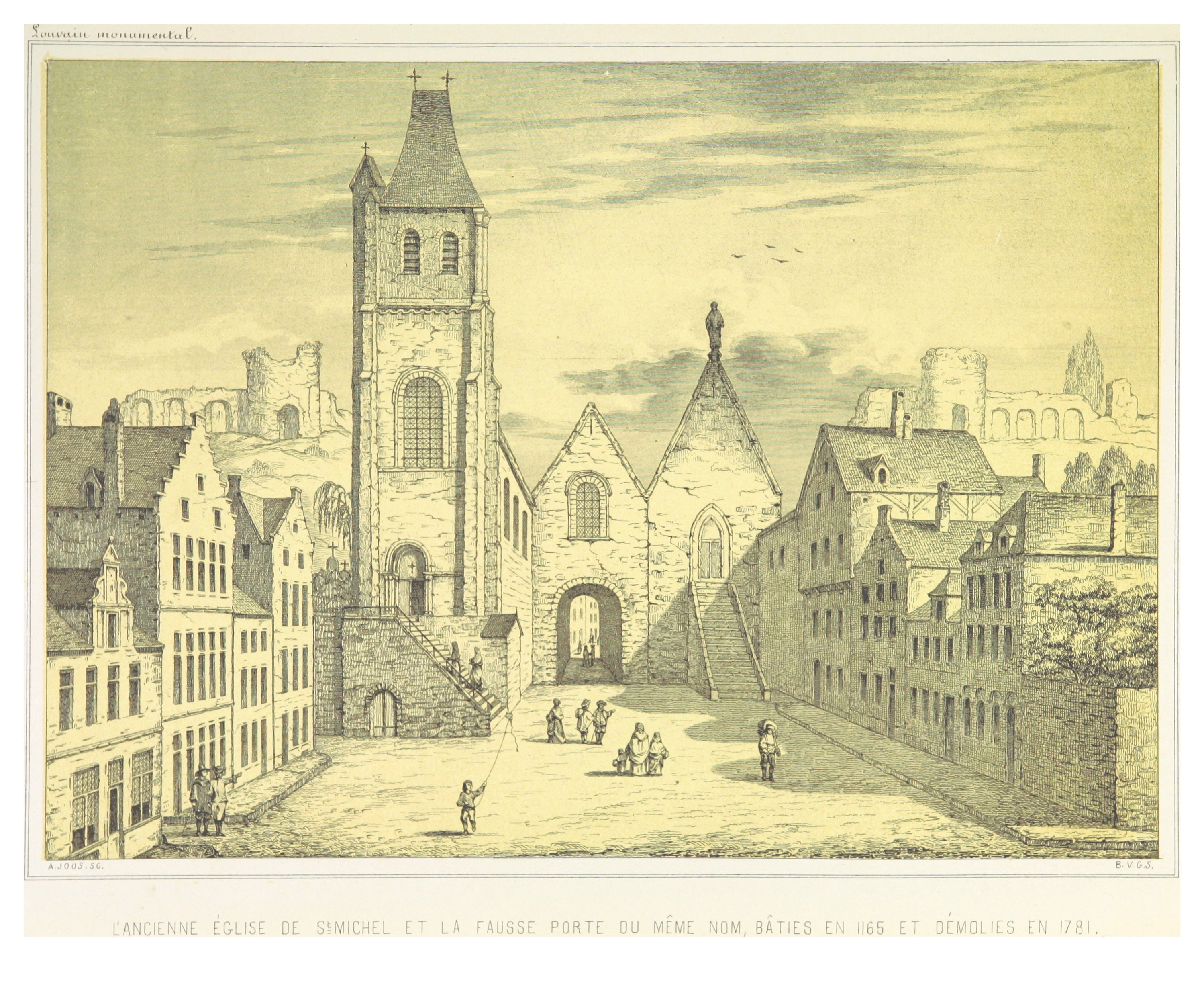
Oude Sint-Michielskerk van Leuven (links) en Sint-Michielspoort (rechts). Zicht vanuit de binnenstad

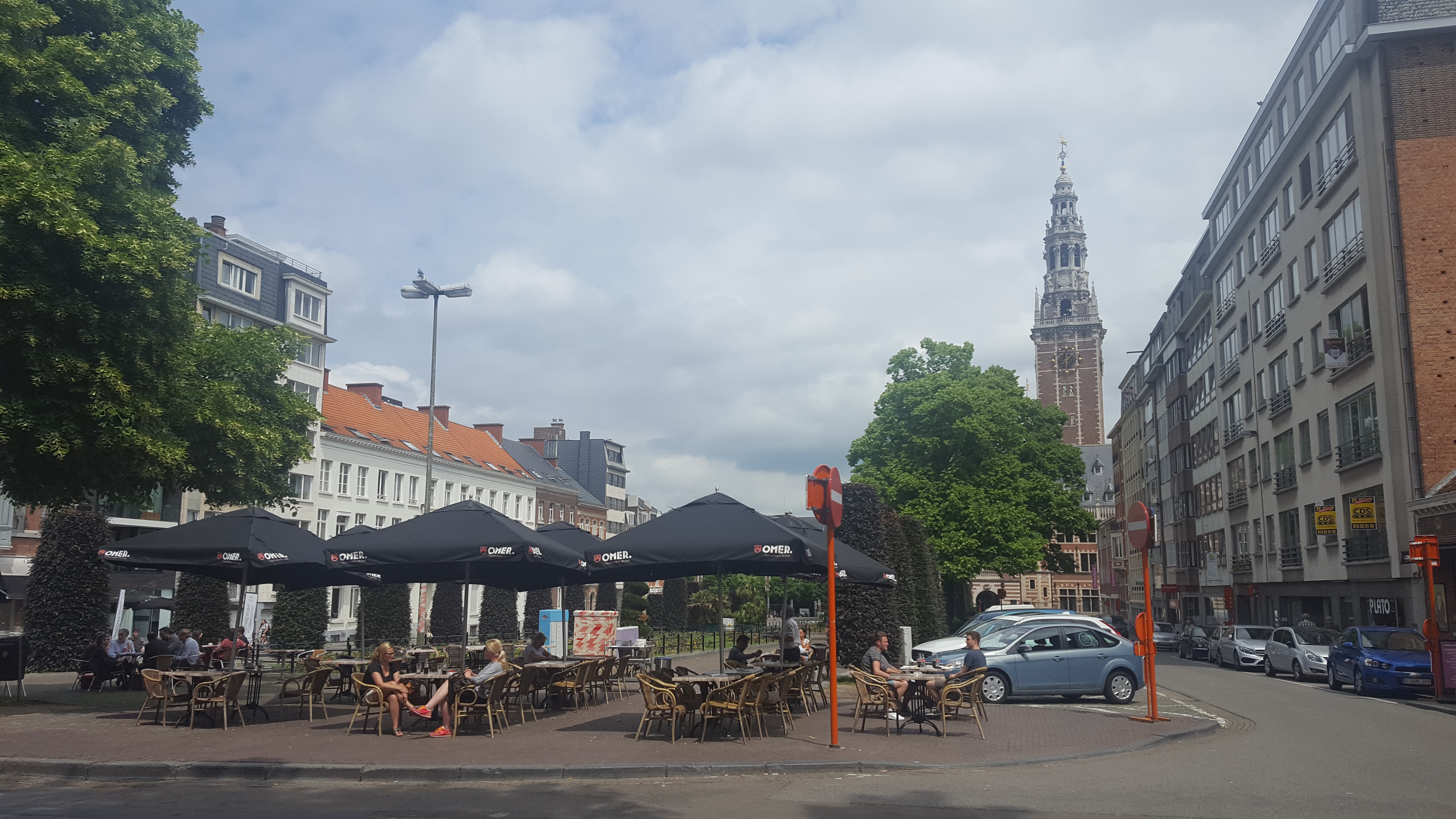
Herbert Hooverplein, vanaf de Franse tijd Graanmarkt genoemd. Dit was het kerkhof van de oude Sint-Michielskerk.

De Sint-Michielskerk en de Sint-Michielspoort (1165-1781) waren deel van de eerste ringmuur van de stad Leuven (België), in de Zuidelijke Nederlanden. Ze bevonden zich tussen wat vandaag heet het Herbert Hooverplein en het Sint-Donatuspark, in de Tiensestraat.
De kerk en de poort waren een van de zeven wonderen van Leuven, want de levenden gingen onder de doden (in de kerk begraven).

## Historiek
In de twaalfde eeuw werd de eerste ringmuur van Leuven gebouwd. Op de Tiensestraat, die toen Hoelstraete of Hollestraat heette, stond een stadspoort. In 1165 bouwden de Leuvenaars de kapel van Sint-Michiel aan de binnenzijde van de stadswal, in de hoogte. Als patroonheilige had de kerk de aartsengel Michael. In 1252 werd de Sint-Michielskapel een parochiekerk: de Sint-Michielskerk. De parochie werd afgescheurd van de Sint-Pieterskerk. Het kapittel van Sint-Pieter behield evenwel het recht de pastoor te benoemen van de Sint-Michielsparochie. Het grondgebied van de parochie bevatte zowat de oostelijke sector van de stad, en daarnaast de kapel van Blauwput buiten de stadsmuren. De boeren in Kessel leverden tienden op voor de pastoor van Sint-Michiel.
De stijl van de Sint-Michielskerk was romaans. De kerk was enkel bereikbaar via een trap naar boven. Zij had een zijvleugel boven de stadspoort, die daarom de naam kreeg Sint-Michielspoort. Een andere naam van de poort was de Hoelstraetpoort, genoemd naar de straat die er onderdoor liep. Onder de poort was een kerker waarin geesteszieken opgesloten werden. Naast de kerk bevond zich het kerkhof, vandaag het Herbert Hooverplein.
In de veertiende eeuw werd de kerk herbouwd wegens instorting en werden de zijkapellen verfraaid. De vergrote kerk had sindsdien vijf zijkapellen.
De toren van de kerk deed tijdens de vijftiende eeuw een tijdje dienst als belfort; Leuven heeft nooit een belfort gehad. Er hingen drie klokken in de toren van Sint-Michiel: de Dakklok; de Sluitklok en de Wekklok. De twee laatste klokken gaven aan wanneer de stadspoort sloot respectievelijk opende. In de kerk werden notabelen van de stad begraven. Zij kregen er grafmonumenten. Aan de buitenzijde van de stadspoort stond een kluis; hier leefde de kosteres. In 1560 werd de kerk gehavend door een stormweer; de kerk had volgens bezoekers sindsdan een somber zicht binnenin. In de zeventiende kwamen er woonhuizen naast het kerkhof, alsook het College van ’s-Hertogenbosch.
De kerk en de poort waren een van de zeven wonderen van Leuven. De reden was dat de levenden onder de doden gingen; de mensen in de Tiensestraat liepen lager dan de grafmonumenten in de kerk van Sint-Michiel die in de hoogte stond.
In de achttiende eeuw vonden de stedelingen de kerk verkrot. Het metselwerk stond los en het dakgebinte van de kerk was verrot. Af en toe werd de kerk wegens instortingsgevaar gesloten; de parochie van Sint-Michiel zocht een andere kerk. In 1773 kwam de Jezuïetenkerk in de Naamsestraat vrij door de afschaffing van de Jezuïetenorde. De parochie van Sint-Michiel verhuisde daarom naar de Jezuïetenkerk. De processie met hoogwaardigheidsbekleders vond plaats op 6 juli 1778 en bracht de relikwieën van de oude Sint-Michielskerk naar de nieuwe Sint-Michielskerk. Dit gebeurde in aanwezigheid van de aartsbisschop van Mechelen, Joannes Henricus van Frankenberg.
Eind 1778 werd de oude Sint-Michielskerk geprofaneerd en in 1781 werd het bruikbaar materiaal ervan verkocht en voor de rest gesloopt. Met de vraag van aartsbisschop Frankenberg dat alle graven in de kerk moesten bewaard blijven, hield niemand rekening. Met dezelfde sloop verdween ook de Sint-Michielspoort met haar kerker. Van het parochiearchief van de oude Sint-Michielskerk bleef niets bewaard, tenzij de documenten en akten elders bewaard waren.
In de Franse tijd verdween het kerkhof van Sint-Michiel. Dit werd de Graanmarkt genoemd en later Herbert Hooverplein.

## Kapellen
Op het grondgebied van de parochie van Sint-Michiel waren er tijdens het ancien régime een tiental kapellen. De belangrijkste kapellen waren:
- Sint-Antoniuskapel
- Kapel Onze-Lieve-Vrouw-ter-Koorts
- Kapel van Onze-Lieve-Vrouw-ginder-buiten
- Heilige Drievuldigheidskapel van Blauwput